# Erik Kollberg
Erik Kollberg, född 24 juni 1937, död 14 oktober 2023 var en svensk civilingenjör och professor emeritus i mikrovågs- och millimetervågsteknik vid Chalmers tekniska högskola.
Kollberg tog civilingenjörsexamen 1961 i elektroteknik och disputerade vid Chalmers 1970 med avhandlingen "Rutile Traveling-Wave Maser Systems". 1979 blev han professor vid Chalmers där han varit tongivande vid uppbyggnaden av institutionen för mikroelektronik.
Kollberg var fellow i IEEE sedan 1990. Han invaldes 1992 som ledamot av Ingenjörsvetenskapsakademien, blev 1993 ledamot av Kungliga Vetenskaps- och Vitterhetssamhället i Göteborg samt blev 1998 ledamot av Vetenskapsakademien. Kollberg har gjort betydande insatser med framtagning av känsliga mottagare för radioastronomi.